# بيتر جي. جيري
بيتر جي. جيري (بالإنجليزية: Peter G. Gerry)‏ هو سياسي أمريكي، ولد في 18 سبتمبر 1879 بنيويورك في الولايات المتحدة، وتوفي في 31 أكتوبر 1957 في نفس البلد. حزبياً، نشط في الحزب الديمقراطي. وقد انتخب عضو مجلس النواب الأمريكي وانتخب عضو مجلس الشيوخ الأمريكي.